# Буторин, Николай Васильевич
Николай (в наградном листе Михаил) Васильевич Буторин (24 декабря 1912, Курган, Тобольская губерния — 1 марта 1945, Свердловск) — Герой Советского Союза, участник Великой Отечественной войны, гвардии сержант, пулемётчик 25-го гвардейского стрелкового полка 6-й гвардейской стрелковой Краснознамённой дивизии.

## Биография
Николай Буторин родился 24 декабря 1912 года в крестьянской семье в деревне Зайково Введенской волости Курганского уезда Тобольской губернии Российской империи, ныне микрорайон города Кургана Курганской области. Русский.
После окончания Зайковской начальной школы работал в хозяйстве родителей, которые занимались хлебопашеством. В период коллективизации, в 1931 году уехал в город Свердловск. Работал коновозчиком в Октябрьском райпотребсоюзе. Службу в армии он проходил в воинской части, занимающейся обеспечением армии продовольствием и обмундированием. После увольнения в запас в 1936 году работал грузчиком на продовольственном складе Уральского военного округа.
Жил по адресу: город Свердловск, улица Декабристов, 1.

### На фронтах Великой Отечественной войны
В мае 1942 года призван Октябрьским РВК города Свердловска в Рабоче-крестьянскую Красную Армию.
В боях с немецкими войсками участвовал с июля 1942 года под Воронежем, Курском, на Днепре, в Польше и Германии.
Наводчик станкового пулемёта 2-й пульроты 25-го гвардейского стрелкового полка 6-й гвардейской стрелковой Краснознамённой дивизии 17-го гвардейского стрелкового корпуса 13-й армии. Беспартийный.
10 и 15 июля 1943 года был ранен.
28 сентября 1943 года под огнём противника одним из первых переправился через реку Припять в районе села Плютовище (ныне Чернобыльский район Киевской области Украины). Буторин метким огнём из пулемёта подавил огневые точки противника на берегу и отбил несколько контратак немцев, рвущихся к реке. Тем временем на западный берег Припяти переправилась стрелковая рота, и началось форсирование реки силами полка.
Указом Президиума Верховного Совета СССР от 16 октября 1943 года за образцовое выполнение заданий командования и проявленные мужество и героизм в боях с немецко-фашистскими захватчиками гвардии сержанту Буторину Михаилу Васильевичу 1921 года рождения (так в документе) присвоено звание Героя Советского Союза с вручением ордена Ленина и медали «Золотая Звезда» (№ 3974); награды были вручены в Кремле 19 августа 1944 года.
Участвовал в боях на Сандомирском плацдарме, форсировал реку Одер. Здесь в одном из боёв Николай Васильевич Буторин в третий раз был тяжело ранен. Его отправили в один из госпиталей города Свердловска, где тогда проживала его семья. 
Николай Васильевич Буторин 1 марта 1945 года скончался в госпитале от тяжёлых ран. Был похоронен со всеми воинскими почестями на одном из кладбищ города Свердловска (ныне Екатеринбург). По другим данным умер и похоронен в Германии.

## Награды
- Герой Советского Союза, 16 октября 1943 года[4][5][6]
  - Медаль «Золотая Звезда» № 3974
  - Орден Ленина
- Медаль «За отвагу», 24 октября 1943 года[7].

## Память
- Его именем названа улица (ранее переулок Приборостроителей) в Октябрьском районе города Екатеринбурга.[8]